# 丹尼爾·克拉爾
丹尼爾·克拉爾（捷克語：Daniel Kolář，1985年10月27日—）是捷克的一位足球運動員。在場上司職中場。他也代表捷克國家足球隊參賽。